# Заварухин, Николай Михайлович
Николай Михайлович Заварухин (26 марта 1944, Челябинск — 23 мая 2021, Уфа) — советский хоккеист, нападающий, мастер спорта СССР. Бо́льшую часть своей игровой карьеры выступал за хоккейный клуб «Салават Юлаев» (Уфа), также играл за клубы «Трактор» (Челябинск) и «Звезда» (Чебаркуль). 

## Биография
Николай Заварухин родился 26 марта 1944 года в Челябинске.
В сезоне 1964/1965 годов Заварухин сыграл в одном матче за команду «Трактор» (Челябинск), выступавшую в высшей лиге чемпионата СССР. В том же сезоне перешёл в хоккейный клуб второй лиги «Звезда» (Чебаркуль), за который выступал до 1968 года. В сезоне 1967/1968 годов партнёрами Заварухина по тройке нападения были Валерий Харламов и Геннадий Голосной. За четыре сезона, проведённые в Чебаркуле, Заварухин забросил 67 шайб.
В 1968—1979 годах Заварухин выступал за команду «Салават Юлаев» (Уфа), куда его пригласил старший тренер Владимир Каравдин. Во второй половине 1960-х уфимская команда играла во 2-й и 1-й группах класса «А», затем, после реформы 1970 года, — в первой лиге чемпионата СССР, а в 1978 году вышла в высшую лигу. В команде партнёрами Заварухина по тройке нападения были Владимир Быков и Геннадий Казаков, их тройка считается одной из лучших за всю историю клуба. Заварухин играл на позиции центрального нападающего: по словам Геннадия Казакова, он «очень хорошо видел площадку» и был «„мозгом“ тройки». За все годы выступлений за «Салават Юлаев» Заварухин забросил 186 шайб (из них 184 шайбы в первой лиге и две — в высшей лиге). С этим результатом, по состоянию на март 2008 года, он занимал седьмое место в списке самых результативных форвардов команды.
После окончания игровой карьеры Николай Заварухин работал тренером. В 1980—1987 годах он тренировал команду «Авангард» из Уфы, а в 1987—1990 годах входил в тренерский штаб клуба «Салават Юлаев». После этого в течение двух десятилетий работал тренером в СДЮШОР «Салават Юлаев», затем тренировал любительскую команду «Алга-Башнефть». Скончался 23 мая 2021 года в Уфе.
Сын Николая Заварухина и его жены Лидии Ивановны — Николай Заварухин-младший (род. 18 марта 1975 года) — российский хоккеист и хоккейный тренер. Племянник Заварухина-старшего — Алексей Заварухин — тоже хоккеист и тренер.